# Damias marginipuncta
Damias marginipuncta là một loài bướm đêm thuộc phân họ Arctiinae, họ Erebidae.